# Онтонагон (округ)
Онтона́гон (англ. Ontonagon County) — округ в штате Мичиган, США. Официально образован 9 марта 1843 года. По состоянию на 2010 год, численность населения составляла 6780 человек.

## География
По данным Бюро переписи США, общая площадь округа равняется 9689,200 км2, из которых 3395,493 км2 суша и 6293,706 км2 или 65,000 % это водоёмы.

## Население
По данным переписи населения 2010 года в округе проживает 6 780 жителей в составе 0 домашних хозяйств и 1038 семей. Плотность населения составляет 2,00 человека на км2. На территории округа насчитывается 5 672 жилых строений, при плотности застройки около 2,00-х строений на км2. Расовый состав населения: белые — 97,30 %, афроамериканцы — 1,10 %, коренные американцы (индейцы) — 0,20 %, азиаты — 0,10 %, гавайцы — 0,00 %, представители других рас — 0,10 %, представители двух или более рас — 1,30 %. Испаноязычные составляли 0,90 % населения независимо от расы.
В составе 15,80 % из общего числа домашних хозяйств проживают дети в возрасте до 18 лет, 50,30 % домашних хозяйств представляют собой супружеские пары проживающие вместе, 6,00 % домашних хозяйств представляют собой одиноких женщин без супруга, 40,00 % домашних хозяйств не имеют отношения к семьям, 34,80 % домашних хозяйств состоят из одного человека, 17,00 % домашних хозяйств состоят из престарелых (65 лет и старше), проживающих в одиночестве. Средний размер домашнего хозяйства составляет 2,06 человека, и средний размер семьи 2,61 человека.
Возрастной состав округа: 15,80 % моложе 18 лет, 4,10 % от 18 до 24, 16,70 % от 25 до 44, 37,00 % от 45 до 64 и 37,00 % от 65 и старше. Средний возраст жителя округа 52.7 лет. На каждые 100 женщин приходится 0,00 мужчин. На каждые 100 женщин старше 18 лет приходится 0,00 мужчин.
Средний доход на домохозяйство в округе составлял 34 786 USD, на семью — 46 845 USD. Среднестатистический заработок мужчины был 0 USD против 0 USD для женщины. Доход на душу населения составлял 22 195 USD. Около 9,00 % семей и 14,30 % общего населения находились ниже черты бедности, в том числе — 22,20 % молодежи (тех, кому ещё не исполнилось 18 лет) и 6,70 % тех, кому было уже больше 65 лет.